# SPI1
SPI1 (англ. Spi-1 proto-oncogene) – білок, який кодується однойменним геном, розташованим у людей на короткому плечі 11-ї хромосоми. Довжина поліпептидного ланцюга білка становить 270 амінокислот, а молекулярна маса — 31 083.
| 10         |  | 20         |  | 30         |  | 40         |  | 50         |
| ---------- |  | ---------- |  | ---------- |  | ---------- |  | ---------- |
| MLQACKMEGF |  | PLVPPPSEDL |  | VPYDTDLYQR |  | QTHEYYPYLS |  | SDGESHSDHY |
| WDFHPHHVHS |  | EFESFAENNF |  | TELQSVQPPQ |  | LQQLYRHMEL |  | EQMHVLDTPM |
| VPPHPSLGHQ |  | VSYLPRMCLQ |  | YPSLSPAQPS |  | SDEEEGERQS |  | PPLEVSDGEA |
| DGLEPGPGLL |  | PGETGSKKKI |  | RLYQFLLDLL |  | RSGDMKDSIW |  | WVDKDKGTFQ |
| FSSKHKEALA |  | HRWGIQKGNR |  | KKMTYQKMAR |  | ALRNYGKTGE |  | VKKVKKKLTY |
| QFSGEVLGRG |  | GLAERRHPPH |  |            |  |            |  |            |

A: Аланін

C: Цистеїн

D: Аспарагінова кислота

E: Глутамінова кислота

F: Фенілаланін

G: Гліцин

H: Гістидин

I: Ізолейцин

K: Лізин

L: Лейцин

M: Метіонін

N: Аспарагін

P: Пролін

Q: Глутамін

R: Аргінін

S: Серин

T: Треонін

V: Валін

W: Триптофан

Кодований геном білок за функціями належить до активаторів, фосфопротеїнів. 
Задіяний у таких біологічних процесах, як транскрипція, регуляція транскрипції, альтернативний сплайсинг. 
Білок має сайт для зв'язування з ДНК, РНК. 
Локалізований у ядрі.